# Antonio Ramallets
Antonio Ramallets Simón (ur. 4 czerwca 1924 w Barcelonie, zm. 30 lipca 2013 w Medionie) – hiszpański piłkarz i trener. Grał na pozycji bramkarza. Dużo czasu spędził w FC Barcelona. W latach 50. i 60. XX wieku był najlepszym bramkarzem Primera División. W swojej karierze wystąpił w reprezentacji Katalonii i Hiszpanii. Trenował Real Valladolid, Real Saragossa i Real Murcia. W 1950 roku z reprezentacją Hiszpanii wystąpił w mistrzostwach świata. Zdobył tam wraz z nią 4. miejsce.

## Kariera

### FC Barcelona
Ramallets przeszedł do Barcelony w 1946 roku. Zaraz potem został wypożyczony do Realu Valladolid. Gdy powrócił z niego został zmiennikiem Velasci. Jego debiut w Primera División miał miejsce 28 listopada 1948 roku w wygranym przez jego klub 2:1 meczu FC Barcelona-Sevilla FC. W sezonie 1948/49 Antonio został już pierwszym bramkarzem swojego klubu. W Barcelonie grał jeszcze w latach 50. z tak dobrymi piłkarzami jak Joan Segarra, Marià Gonzalvo, Ladislao Kubala, Sandor Kocsis, Evaristo, Luis Suárez i Zoltán Czibor. W barwach swojego klubu rozegrał łącznie 538 meczów w tym 288 w Primera División. Jego ostatni mecz w tym klubie miał miejsce 6 marca 1962 roku w wygranym przez Barcę 5:1 meczu z Hamburger SV.

### Kariera międzynarodowa
Od roku 1950 do 1962 Antonio rozegrał 35 meczów w reprezentacji Hiszpanii. Jego debiut w barwach swojego kraju miał miejsce 29 czerwca 1950 roku na mundialu. Tym turniejem dorobił się swojego przydomku Maracański kot. Antonio rozegrał także 7 meczów w reprezentacji Katalonii.

## Sukcesy
- Najlepszy bramkarz Primera División (Trofeo Zamora): 5
  - 1952, 1956, 1957, 1959, 1960
- Primera División: 6
  - 1948, 1949, 1952, 1953, 1959, 1960
- Puchar Króla: 4
  - 1951, 1952, 1953, 1957
- Superpuchar Hiszpanii: 3
  - 1949, 1952, 1953
- Puchar UEFA (Puchar Miast Targowych): 2
  - 1958, 1960
- Puchar Łaciński: 1
  - 1952